# Uma Thurman

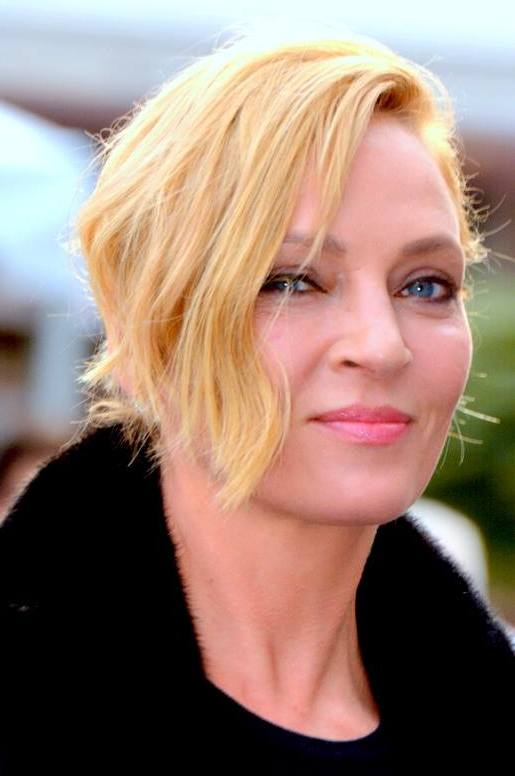
Uma Thurman (2017)

Uma Karuna Thurman [ˈʔumə ˈθɝmən] (* 29. April 1970 in Boston, Massachusetts) ist eine US-amerikanische Schauspielerin und ehemaliges Model. Bekannt gemacht haben sie vor allem ihre Rollen in  Pulp Fiction (1994) und Kill Bill (2003) von Quentin Tarantino.

## Karriere

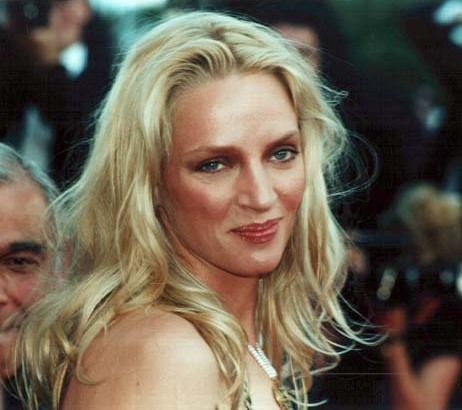
Thurman bei den Internationalen Filmfestspielen von Cannes (2000)

Thurman begann ihre berufliche Laufbahn nach dem Vorbild ihrer Mutter als Model, bevor sie für den Kinofilm entdeckt wurde. Eine ihrer ersten bekannten Rollen war die der June Miller in Henry & June neben Fred Ward. Mit Nominierungen für einen Oscar und einen Golden Globe verschaffte ihr 1994 die Rolle der selbstzerstörerischen Gangsterbraut Mia Wallace in Quentin Tarantinos Kultfilm Pulp Fiction den internationalen Durchbruch. Es folgten wenig erfolgreiche Hauptrollen, so etwa in der Zukunftsvision Gattaca, in der Comic-Verfilmung Batman & Robin (beide 1997) und in einer von Kritik und Publikum als verunglückt erachteten Kinoversion der britischen Fernsehserie Mit Schirm, Charme und Melone (1998).
2003 erhielt sie für ihre Rolle in dem Fernsehfilm Hysterical Blindness einen Golden Globe und sie verschaffte sich als Koautorin, erneut in Zusammenarbeit mit Tarantino, ein Comeback als rächende Braut in Kill Bill – Volume 1 und Volume 2. Mit dem Erfolg des Zweiteilers fand sie wieder internationale Beachtung und erhielt auch Werbeverträge von der Kosmetikmarke Lancôme und der Luxusmarke Louis Vuitton. Ihre Gage in Dollar pro Film kletterte in den zweistelligen Millionenbereich. 2005 war sie in der Komödie Couchgeflüster eine Frau Ende Dreißig, die sich in einen fast fünfzehn Jahre jüngeren Mann verliebt, der sich als der Sohn ihrer Therapeutin (dargestellt von Meryl Streep) entpuppt. In der Komödie Die Super-Ex von Regisseur Ivan Reitman trat sie 2006 als Superheldin auf, die sich an ihrem Exfreund für den erhaltenen Laufpass rächt. 2007 war Thurman in dem von Kathryn Bigelow im Auftrag des Reifenherstellers Pirelli für das Internet inszenierten Action-Kurzfilm Mission Zero zu sehen. Der 2010 veröffentlichte Film New York Mom mit ihr in der Hauptrolle war ein weltweiter Flop. In dem Horrorfilm Down a Dark Hall von 2018 verkörpert Thurman an der Seite der Schauspielerin Isabelle Fuhrman die strenge Direktorin eines herrschaftlichen Internats, um fünf schwer erziehbare Mädchen auf den Pfad der Tugend zurückzuführen, wobei tote Künstler und Mathematiker über die musischen Talente der vorbestraften Schülerinnen mit dem Diesseits kommunizieren, wie bei einem Medium, um ihr unvollendet gebliebenes Lebenswerk zu vervollständigen.
Thurman wurde 2006 zur Ritterin des Ordre des Arts et des Lettres ernannt. 2011 saß sie in der Wettbewerbsjury der 64. Internationalen Filmfestspiele von Cannes. Sechs Jahre später wurde sie bei den 70. Filmfestspielen von Cannes als Jurypräsidentin der Sektion Un Certain Regard ausgewählt.

## Familie

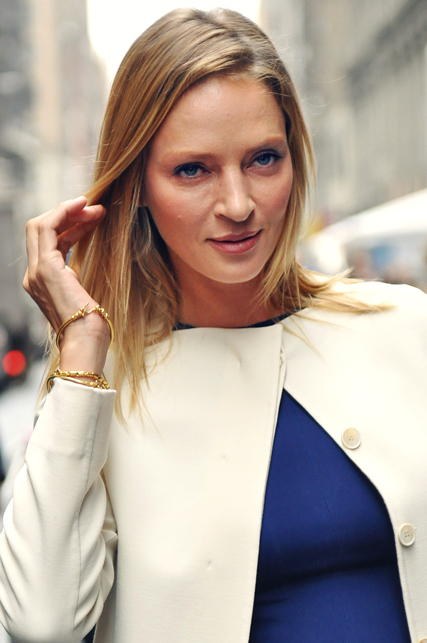
Thurman auf der New York Fashion Week (2011)

Ihre schwedische Großmutter mütterlicherseits, Birgit Holmquist, stand Modell für die von dem Bildhauer Axel Ebbe geschaffene und seit 1930 an der Hafenpromenade der Stadt Trelleborg stehende Statue einer nackten Frau (Titel: Famntaget, dt. „Die Umarmung“). Aus ihrer Ehe mit dem deutschen Adligen Friedrich Karl Johannes von Schlebrügge stammt Thurmans Mutter Birgitte Caroline „Nena“ von Schlebrügge (* 8. Januar 1941 in Mexiko-Stadt); sie war Psychotherapeutin und ein in den 1960er Jahren bekanntes schwedisches Fotomodell. Sie war von 1964 bis 1965 in erster Ehe mit dem amerikanischen Drogen-Propagandisten Timothy Leary verheiratet, der vorgab, Thurmans Taufpate zu sein. 1967 heiratete Nena von Schlebrügge Robert Thurman, heute Professor für buddhistische Studien an der Columbia University. Er war der erste Amerikaner, der vom Dalai Lama zu einem buddhistischen Mönch geweiht wurde. „Uma“ ist im Hinduismus die Erscheinungsform einer Göttin und bedeutet „Die Gnadenreiche“, „Karuna“ bedeutet dort „Mitgefühl“. Uma Thurman hat drei Brüder; aus Robert Thurmans erster Ehe stammt eine Halbschwester. Sie ist die Tante des 2009 verstorbenen Künstlers Dash Snow und Tante 2. Grades des schwedischen Fußballspielers Max von Schlebrügge.
Thurman war von 1990 bis 1992 mit dem Schauspieler Gary Oldman verheiratet. Am 1. Mai 1998 heiratete sie den Schauspieler Ethan Hawke, mit dem sie eine Tochter (Maya Hawke, * 1998) und einen Sohn (* 2002) hat. Die Ehe wurde am 20. Juli 2004 geschieden. Im Juli 2012 wurden Thurman und ihr Lebensgefährte Arpad Busson (* 1963) Eltern einer Tochter. Das Paar trennte sich im Frühjahr 2014. Danach gab es Gerüchte, sie sei mit ihrem langjährigen Freund und Förderer, dem Regisseur Quentin Tarantino, liiert, was sie jedoch dementierte.

## Engagement für den Umweltschutz
Uma Thurman sagte, dass sie von ihren Kindern motiviert wurde, etwas für die Umwelt zu tun. Diese wüssten besser über den Klimawandel Bescheid als sie selbst. Uma Thurman nahm 2015 persönlich an einer Rettungsaktion teil, bei der mehrere vom Aussterben bedrohte Nashörner gerettet wurden. Sie sagte, sie tue dies, um Bewusstsein für Nashörner und deren Schutz zu schaffen. 2019 fungierte Thurman als Zeremonienmeisterin bei einer Benefizgala für die Ozeane. Organisiert wurde die Gala von Prinz Albert II. von Monaco. Weiterhin unterstützt Thurman die Meeresschutzorganisation Sea Shepherd.

## Filmografie
- 1987: Kiss Daddy Good Night (Kiss Daddy Goodnight)
- 1988: Johnny be Good (Johnny Be Good)
- 1988: Gefährliche Liebschaften (Dangerous Liaisons)
- 1988: Die Abenteuer des Baron Münchhausen (The Adventures of Baron Munchhausen)
- 1990: Die Zeit der bunten Vögel (Where the Heart Is)
- 1990: Henry & June
- 1991: Robin Hood – Ein Leben für Richard Löwenherz (Robin Hood)
- 1992: Jennifer 8 (Jennifer Eight)
- 1992: Eiskalte Leidenschaft (Final Analysis)
- 1993: Even Cowgirls Get the Blues
- 1993: Sein Name ist Mad Dog (Mad Dog and Glory)
- 1994: Pulp Fiction
- 1995: Ein Sommer am See (A month by the lake)
- 1996: Beautiful Girls
- 1996: Duke of Groove (Kurzfilm)
- 1996: Lügen haben lange Beine (The Truth about Cats and Dogs)
- 1997: Gattaca
- 1997: Batman & Robin
- 1998: Les Miserables
- 1998: Mit Schirm, Charme und Melone (The Avengers)
- 1999: Sweet and Lowdown
- 2000: Vatel
- 2000: Die goldene Schale (The Golden Bowl)
- 2001: Tape
- 2001: Chelsea Walls
- 2002: Hysterical Blindness (TV, auch Produzentin)
- 2003: Paycheck – Die Abrechnung (Paycheck)
- 2003: Kill Bill – Volume 1 (Kill Bill: Vol. 1)
- 2004: Kill Bill – Volume 2 (Kill Bill: Vol. 2)
- 2005: Couchgeflüster – Die erste therapeutische Liebeskomödie (Prime)
- 2005: The Producers
- 2005: Be Cool – Jeder ist auf der Suche nach dem nächsten großen Hit
- 2006: Die Super-Ex (My Super Ex-Girlfriend)
- 2007: Das Leben vor meinen Augen (The Life Before Her Eyes)
- 2008: Zufällig verheiratet (The Accidental Husband)
- 2008: My Zinc Bed
- 2009: New York Mom (Motherhood)
- 2010: Percy Jackson – Diebe im Olymp (Percy Jackson & the Olympians: The Lightning Thief)
- 2010: The Right Bride – Meerjungfrauen ticken anders (Ceremony)
- 2012: Bel Ami
- 2012: Kiss the Coach (Playing for Keeps)
- 2013: Movie 43
- 2013: Nymphomaniac
- 2015: Im Rausch der Sterne (Burnt)
- 2017–2018: Imposters (Fernsehserie, 6 Episoden)
- 2018: The Con Is On
- 2018: The House That Jack Built
- 2018: Down a Dark Hall
- 2019: Chambers (Fernsehserie, 10 Episoden)
- 2020: Immer Ärger mit Grandpa (The War with Grandpa)
- 2022: Suspicion (Fernsehserie)
- 2022: Super Pumped (Fernsehserie)
- 2022: Hollywood Stargirl
- 2023: Royal Blue (Red, White & Royal Blue)
- 2023: The Kill Room
- 2024: Oh, Canada
- 2025: The Old Guard 2
- 2025: Dexter: Wiedererwachen (Dexter: Resurrection, Fernsehserie)

## Auszeichnungen
Oscar
- 1995: Nominierung als Beste Nebendarstellerin für Pulp Fiction

Golden Globe Award
- 1995: Nominierung als Beste Nebendarstellerin für Pulp Fiction
- 2003: Auszeichnung als Beste Hauptdarstellerin – Mini-Serie oder Fernsehfilm für Hysterical Blindness
- 2004: Nominierung als Beste Hauptdarstellerin – Drama für Kill Bill – Volume 1
- 2005: Nominierung als Beste Hauptdarstellerin – Drama für Kill Bill – Volume 2

Goldene Himbeere
- 1994: Nominierung als Schlechteste Schauspielerin für Even Cowgirls Get the Blues
- 1998: Nominierung als Schlechteste Nebendarstellerin für Batman & Robin
- 1999: Nominierung als Schlechteste Schauspielerin für Mit Schirm, Charme und Melone
- 1999: Nominierung als Schlechtestes Leinwandpaar (mit Ralph Fiennes) für Mit Schirm, Charme und Melone

Emmy
- 2012: Nominierung als Beste Gastdarstellerin in einer Dramaserie für Smash

National Society of Film Critics
- 1994: Auszeichnung als Beste Nebendarstellerin für Pulp Fiction

Saturn Award
- 2004: Auszeichnung als Beste Hauptdarstellerin für Kill Bill - Volume 1

Bambi
- 2014: Auszeichnung als Beste Internationale Schauspielerin

Blockbuster Entertainment Award
- 1998: Auszeichnung als Beste Darstellerin in einem Science-Fiction-Film für Batman & Robin

Jury Coup de Chapeau
- 1993: Auszeichnung als Beste Schauspielerin für Jennifer 8

Boston Film Festival Prize
- 2009: Beste Schauspielerin für Motherhood

## Trivia
- Die Gruppe Fall Out Boy veröffentlichte im Februar 2015 einen Song mit dem Titel Uma Thurman.
- In Russland gibt es seit 2003 eine Pop- & Reggaeband Uma2rman (Уматурман), die u. a. auch einen Hit in russischer Sprache Uma Thurman in ihrem Repertoire hat.
- Die deutsche Synchronstimme von Thurman ist Petra Barthel.